# Kamanisz
Kamanisz (luvi ka-ma-ni-ša vagy ka-ma-ni2-ša) az újhettita Karkemis uralkodója. Egyidőben élt II. Szarduri urartui királlyal és V. Assur-nirárival, valamikor i. e. 738 előtt halt meg, mivel akkor már biztosan Piszirisz uralkodott Karkemisben.
A korábbi uralkodó, Asztiruvasz fia, de apja halála idején még kiskorú volt, így egy Jaririsz nevű főember régensségével kezdődött a királysága. Később egy ideig társuralkodóként szerepelnek, majd Jaririsz eltűnik a forrásokból, ismeretlen időpontban meghalt. Kamanisz idején Karkemis valószínűleg egy kisebb virágkort élt meg, fennmaradt egy sztélé, amely egy új város alapításáról tudósít. A település neve az uralkodó neve után Kamana lett. Ez a sztélé tartalmazza azt az információt is, hogy a főváros vezíre ekkor Szaszturasz volt, aki esetleg valamilyen rokona (fia vagy unokaöccse) lehetett. Karkemishez tartozott ekkoriban Kanapu város is, a szobrok és sztélék feliratai alapján békés időszak volt élénk kereskedelmi kapcsolatok mellett.
Nem tudjuk, hogy halála után a korábbi vezír, Szaszturasz követte-e a trónon, vagy közvetlenül annak fia, Piszirisz. Halála időpontja is ismeretlen, az bizonyos, hogy i. e. 738 előtt történt. Egy szöveg bizonytalan értelmezése szerint lehetett egy Tuvarszai nevű fia, aki azonban egyetlen további forrásban sem szerepel, uralkodó biztosan nem lett belőle. De az is elképzelhető, hogy Tuvarszai Jaririsz fia volt.